# Gestão de recursos hídricos em São Paulo

Grande São Paulo área dentro do Estado de São Paulo.

De posse de 12 a 14% da água doce de todo o mundo, o Brasil é um dos países mais ricos em recursos hídricos; contudo, 70% da água no Brasil estão no Rio Amazonas e apenas 1,6% da água situa-se no Estado de São Paulo, onde reside um quarto da população. A vasta Região Metropolitana de São Paulo (RMSP) com quase 20 milhões de pessoas é a sétima área urbana mais populosa do mundo e o centro econômico, financeiro e técnico do Brasil. Devido ao seu imenso tamanho e valor industrial, a RMSP enfrenta diversos desafios quando se trata de gerir seus recursos hídricos. Provavelmente, os três desafios mais importantes são a escassez de água, os conflitos sobre o uso da água e a expansão urbana e a pobreza. Apesar de a RMSP ter níveis de cobertura relativamente altos em termos de abastecimento de água por meio de ligações de moradias (98,4%) e saneamento adequado (81,2%), muitos moradores pobres vivem em condições anti-higiênicas nas favelas ao redor da cidade. A poluição da água aumenta o problema de escassez de água. A área metropolitana importa cerca de metade de seu abastecimento de água do Bacia do Rio Piracicaba na área metropolitana de Campinas em direção ao norte, o que gerou um prolongado conflito sobre água. A RMSP começou a tratar desses problemas com a criação de uma comissão de gestão de bacias hidrográficas para a bacia do Alto Tietê, responsável pelo abastecimento da outra metade da água para a São Paulo. A comissão desenvolveu dois planos-mestre subsequentes para a gestão dos recursos hídricos nessa bacia em 2003 e 2009.

## Geografia e clima
O clima da RMSP é úmido e subtropical, com temperaturas variando de altas de 30 °C (86 °F) durante o verão e baixas de 15 °C (59 °F) durante o inverno. A precipitação de chuvas é abundante, atingindo uma média anual de 1.317 milímetros (51,9 polegadas). É bastante comum nos meses mais quentes e um tanto escassa de junho a agosto.
A área coberta pela RMSP é quase adjacente à bacia do Alto Tietê. Com uma área de drenagem de 5.985 km2 (2,4% do território do Estado), a bacia abrange 35 dos 39 municípios e 99,5% da população da Grande São Paulo. O Alto Tietê fornece 15% do abastecimento total de água da RMSP, mas existem conflitos de irrigação e também imensos problemas de escassez de água, devido ao crescimento demográfico da cidade.

## Responsabilidade da política
A Secretaria de Estado de Energia, Recursos Hídricos e Saneamento (SSE) é responsável pela política de abastecimento de água e saneamento do Estado. A Secretaria de Estado do Meio Ambiente é responsável pela política de meio ambiente, incluindo aspectos ambientais de gestão dos recursos hídricos.
O Conselho Estadual de Recursos Hídricos (CRH) é a maior autoridade no Sistema Integrado de Gestão de Recursos Hídricos de São Paulo. É um órgão deliberativo, com participação dos grupos interessados do estado, dos municípios e da sociedade civil. É responsável pela supervisão e regulamentação do Sistema de Gestão de Recursos Hídricos do Estado. A Secretaria Executiva do CRH é a Comissão Coordenadora do Plano Estadual de Recursos Hídricos (CORHI). O CRH depende do conhecimento técnico especializado e do apoio administrativo do CORHI, que também coordena a revisão do plano estadual de recursos hídricos a cada quatro anos.

## Responsabilidade de regulamentação
A Lei Federal No 11.445 de 2007 ajudou a levar clareza normativa e institucional ao setor de Abastecimento de Água e Saneamento do Brasil (AAS), uma vez que fortalece a capacidade institucional e técnica dos governos estaduais e de seus prestadores de serviços para melhorar a sua regulamentação dos serviços de AAS.
Para modernizar e alinhar a política de abastecimento de água e saneamento do Estado com a nova Lei Federal, o Estado de São Paulo aprovou a Lei Estadual Complementar no 1.025 também em 2007. A lei fortalece o papel normativo e de execução do Estado, integra as atividades de planejamento e implementação e fortalece um ambiente de cooperação com os municípios, incluindo participação social, por meio do Conselho Estadual de Saneamento (CONESAN). Para desenvolver suas atribuições normativas, o Estado transformou a antiga agência reguladora de gás e eletricidade em uma nova agência reguladora de gás, eletricidade, abastecimento de água e saneamento. A nova agência reguladora multissetorial – Agência Reguladora de Saneamento e Energia do Estado de São Paulo (ARSESP) – beneficia-se da experiência e do conhecimento anterior e também das economias de escala e da racionalidade administrativa. A ARSESP criou uma comissão de orientação de energia (gás e eletricidade) e outra de abastecimento de água e saneamento e definiu novos instrumentos de participação social, tais como audiências públicas, consulta pública e um mediador independente (ombudsperson).
A Companhia de Tecnologia de Saneamento Ambiental (CETESB) do Estado de São Paulo é responsável pela emissão de licenças ambientais e pelo monitoramento e fiscalização das leis antipoluição no Estado. Criada na década de 1970, foi um dos primeiros órgãos de proteção ambiental no país, e é amplamente respeitada no Brasil e no exterior por sua competência técnica. Contudo, suas regulamentações de comando e controle da poluição têm-se limitado principalmente às maiores indústrias e aos piores poluidores do estado e, como resultado, outros atores, como as empresas de água e saneamento, têm sido sujeitas a uma regulamentação e fiscalização bem menos rigorosas.

### Responsabilidade da prestação de serviços
Dos 35 municípios no Alto Tietê, 29 (representando 79% da população urbana da RMSP) recebem seus sistemas de água e esgoto diretamente da Companhia de Saneamento Básico Estado de São Paulo Sabesp. Os outros 6 municípios recebem grande quantidade de água tratada da SABESP e distribuem e mandam a conta dessa água via serviços municipais de utilidade pública. Em todo o estado, a SABESP fornece água a 23 milhões de pessoas e serviços de esgoto a 19 milhões. É um dos maiores prestadores de serviço de abastecimento de água e saneamento do mundo e está listada na Bolsa de Valores de Nova York.
Os seis municípios na RMSP não atendidos diretamente pela Sabesp são:
- Diadema (atendido pela empresa municipal SANED);
- Santo André (atendido pela empresa municipal SEMASA);
- Guarulhos (atendido pela empresa municipal SAAE);
- Mogi das Cruzes (atendido pela empresa municipal SEMAE);
- Mauá (atendido por uma operadora privada, sob uma concessão municipal ECOSAMA); e
- São Caetano do Sul (atendido pela empresa municipal DAE).[10]

## Desafios da água
Os principais desafios da água na RMSP são a escassez de água, a expansão urbana e a pobreza que têm causado a poluição da água, problemas com drenagem urbana e altos níveis de água que não gera receita em alguns municípios.
O acesso ao abastecimento de água e saneamento e a qualidade do serviço para os usuários não estão entre os principais desafios da água na RMSP. Tem níveis de cobertura relativamente altos, comparados a outras áreas urbanas do Brasil: em 2004, 98,4% da população tinham acesso à água via encanamentos internos, enquanto 81,2% tinham saneamento adequado. Em geral, o abastecimento de água é contínuo.

## Escassez de água
Mananciais. A água de superfície é responsável por cerca de 80% do uso da água na RMSP, enquanto as águas subterrâneas respondem por 20%. O serviço público de água do estado Sabesp e os serviços públicos municipais obtêm toda a sua água da água de superfície. Cerca de metade do abastecimento municipal de água na RMSP provém do Alto Tietê, que virtualmente coincide com os limites físicos da RMSP. A outra metade é importada do Norte através do sistema Cantareira, uma imensa transferência entre bacias. A disponibilidade anual de água do Alto Tietê é de apenas 201 m3 per capita, inferior à disponibilidade no estado mais seco da região nordeste do Brasil. O Conselho Estadual de Recursos Hídricos definiu que as bacias hidrográficas estão em condições críticas quando a relação entre demanda e disponibilidade ultrapassa 50%. De acordo com essa definição, o Alto Tietê está nas condições mais críticas de todas as vinte e duas bacias hidrográficas no Estado de São Paulo, com uma taxa de demanda/disponibilidade de 442%.
Existem oito sistemas de produção que fornecem água potável aos 19 milhões de pessoas que vivem na área da Região Metropolitana de São Paulo. Todos sofrem com os problemas de degradação resultantes da poluição do esgoto, desmatamento e expansão urbana desordenada nas áreas das bacias hidrográficas. Os principais sistemas são os da Cantareira, Guarapiranga e Billings, que juntos fornecem a água consumida por 70% da população. Transferências menores entre as bacias para o Alto Tietê são provenientes dos Rios Capivari e Guaratuba.
O Sistema Cantareira, uma transferência entre bacias, fornece quase a metade da água para a Grande São Paulo (31 m3/s). É um dos maiores sistemas de produção de água potável do mundo. O sistema é formado por seis reservatórios em cinco bacias hidrográficas localizadas na Serra da Cantareira ao norte da Grande São Paulo, nos estados de São Paulo e Minas Gerais, abrangendo doze municípios. Diversas áreas dentro do sistema têm sofrido desmatamento, o que afeta a capacidade de produção de água natural. Outro problema é a taxa crescente de assentamento urbano ao redor dos reservatórios, gerando na maioria dos casos a contaminação da água com esgoto. Todavia, a qualidade geral da água do sistema Cantareira é boa. A última vez em que a transferência do sistema Cantareira foi renegociado por mais 10 anos foi em 2004, sob circunstâncias difíceis. Uma expansão do volume dessa transferência não é considerada possível.
A bacia Guarapiranga fornece água a quase quatro milhões de pessoas, principalmente na parte sudoeste da cidade de São Paulo. Já tem mais de cem anos e tornou-se a bacia mais ameaçada de extinção na área da Grande São Paulo. Os principais problemas são a expansão urbana desordenada sem saneamento básico e o uso disseminado da bacia hidrográfica para atividades econômicas, ameaçando a produção de água natural.
A Represa Billings foi construída para fornecer energia à nova São Paulo industrial emergente na década de 1930. É um dos maiores reservatórios metropolitanos de água do mundo, mas devido ao planejamento urbano inadequado e à falta de tratamento de águas residuais na RMSP, tornou-se bastante poluído na década de 1980. Na década de 1990, o controle ambiental no reservatório ficou mais rigoroso e a qualidade da água melhorou. A partir de 2009, a Represa Billings fornece água a cerca de dois milhões e meio de pessoas. Sua principal fonte de poluição é o Rio Pinheiros, cuja água tem sido lançada na bacia Billings por mais de 60 anos para fornecer água para a produção de energia hidrelétrica. A Represa Billings também desempenha um papel importante no controle de enchentes na RMSP. Os assentamentos urbanos na área sem saneamento básico e o uso extensivo da terra também têm colocado em risco a qualidade da água na bacia. Desde 2000, parte do abastecimento de água da Represa Billings tem sido enviada para a Represa de Guarapiranga para complementar sua capacidade de produção de água. A produção de energia hidrelétrica, o fornecimento de água potável e o controle de enchentes são usos conflitantes para a Represa Billings.
As bacias hidrográficas de Guarapiranga e Billings enfrentam questões graves de qualidade de água, devido à presença extensiva de favelas urbanas sem sistema de coleta de resíduos sólidos ou esgoto. As ribanceiras das bacias foram originalmente designadas como áreas de proteção ambiental, mas foram rapidamente invadidas pelos imigrantes pobres que chegaram à região metropolitana em busca de trabalho e oportunidade. Durante a década de 1990, a população nas ribanceiras da Represa Billings cresceu mais de 50%, resultando na deterioração das áreas ambientalmente protegidas nas adjacências das margens superiores da represa. Esses tipos bastante irregulares e diferentes de ocupação urbana têm infraestrutura básica limitada ou inexistente e as pessoas vivem em barracões construídos em encostas íngremes nas partes mais baixas dos vales, em áreas sujeitas a enchentes, em várzeas ou amontoados ao longo das margens dos rios e córregos, com acesso limitado ou mesmo inexistente ao saneamento adequado. Há também conflitos quanto ao uso da água para a produção de energia hidrelétrica.
As águas subterrâneas são usadas pelas indústrias (35% das nascentes), residências privadas e prédios de apartamentos (25%) e serviços (24%). O montante de recarga e abstração da água subterrânea não é bem conhecido, mas a sua recarga é calculada em 15m3/s e a extração em 10m3/s, esperando-se aumentar esse total. O uso crescente das águas subterrâneas é resultado da política de definição de preços e da falta de monitoramento e controle da água subterrânea por parte da SABESP. Nos municípios onde a água e o saneamento não são fornecidos pela Sabesp, mas pelo governo local, a falta de capacidade do governo na expansão do abastecimento de água exacerba a exploração de recursos hídricos subterrâneos. Existe uma grande ameaça de contaminação das águas subterrâneas, principalmente na parte leste do Alto Tietê.
Demanda de água. A demanda de água no Alto Tietê em 2004 ocorreu como figura a seguir:
| Municipal water demand | Industrial water demand | Irrigation water demand | Total water demand |
| ---------------------- | ----------------------- | ----------------------- | ------------------ |
| 68,50 m3/s             | 14,33 m3/s              | 3,59 m3/s               | 86,42 m3/s         |

### Conflitos sobre água
A situação de escassez de água, combinada com uma expansão urbana desordenada e indústrias produtivas mas poluidoras, tem gerado um conflito cada vez maior entre os usuários de água. No Alto Tietê há um conflito cada vez maior entre o abastecimento e a irrigação de água potável. Apenas uma sub-bacia do Alto Tietê pode expandir seu fornecimento de água potável atual de 10 m3/s para 15 m3/s. Nas outras bacias hidrográficas que atendem à RMSP, este não é o caso. Por exemplo, na Bacia de Guarapiranga e na Bacia Billings, que enfrentam graves questões de qualidade da água, há conflitos sobre a produção de energia hidrelétrica. Em uma tentativa de lidar com os crescentes conflitos, o segundo Plano-Mestre de Recursos Hídricos do Estado, aprovado em 2009, foca o conflito sobre o uso da água.

### Uso ineficiente da água
O nível de água que não gera receita na RMSP é calculado em 40%, indicando que 40% da água fornecida à rede de abastecimento são perdidos via vazamentos ou, mesmo quando fornecidos aos clientes, não estão sendo faturados. Nos municípios atendidos pela Sabesp, o nível de água que não gera receita é de apenas 28% e de mais de 50% em alguns dos municípios diretamente responsáveis pela distribuição da água fornecida em grande quantidade pela Sabesp.

### Pobreza e uso inapropriado da terra
Cerca de 16% da população da RMSP são pobres. A vasta maioria dos quase dois milhões de residentes nas bacias hidrográficas de Guarapiranga e Billings é constituída por pessoas de baixa renda.  É uma realidade da RMSP o alto custo da terra urbana formal e bem localizada em face do nível de renda destas pessoas. Elas ocuparam ilegalmente aquelas áreas, devido à proximidade com o centro da cidade, principalmente as áreas industriais e comerciais ao longo das margens do Rio Pinheiros que se une ao Rio Tietê em São Paulo. Essa expansão da população nas margens ao redor dos reservatórios vem ocorrendo há várias décadas e várias tentativas de regularizar a expansão urbana para proteger os mananciais têm sido mal sucedidas. Para proteger as fontes estratégicas de abastecimento de água na área urbana, a lei estadual de proteção das nascentes, aprovada na década de 1970, proibiu a ocupação residencial de alta densidade demográfica em 53% da RMSP. A lei não foi efetivamente cumprida. As indústrias foram proibidas nas áreas protegidas, porque não conseguiam obter autorizações comerciais e industriais; contudo, uma vez que a economia informal conseguia violar a lei e essas formas de expansão eram as mais difíceis de monitorar e regulamentar, os pobres deslocaram-se para essas áreas. A ocupação desordenada e sem controle nos reservatórios de Guarapiranga e Billings ocorreu sem serviços adequados de água e saneamento, principalmente nas áreas onde a proteção dos mananciais era a questão mais importante. Os assentamentos informais e as favelas tornaram-se parte do cenário urbano e causam uma poluição direta dos reservatórios por meio das águas residuais e do volume de lixo, além do escoamento das águas pluviais e assoreamento, ameaçando assim seu futuro como mananciais para o fornecimento de água potável e outros usos.

### Poluição
De acordo com as informações sobre a qualidade da água geradas pela Companhia Estadual de Tecnologia de Saneamento Ambiental (CETESB), os principais rios possuem condições razoáveis em termos de qualidade da água na parte alta da bacia; contudo, na parte baixa, do limite de São Paulo para a frente, os rios são classificados como extremamente de baixa qualidade. A qualidade do reservatório de Guarapiranga piorou, apesar da implementação do programa de controle da poluição de Guarapiranga em 1992. Já a qualidade da água do reservatório da Billings melhorou, uma vez que transferência da água altamente poluída do Rio Pinheiros pela companhia de eletricidade foi limitada.
Uma das principais fontes de poluição da água na RMSP são as favelas ao redor das bacias hidrográficas de Guarapiranga e Billings, uma vez que esses arredores geralmente carecem de serviços adequados de saneamento. A descarga direta de esgoto sem tratamento nos fluxos de água tem causado eutroficação nos dois reservatórios e também na parte baixa dos rios Cotia, Biritiba e Ribeirão dos Cristais. Além disso, defeitos no sistema de tratamento de águas residuais têm causado o transbordamento dessas águas para os afluentes do reservatório de Guarapiranga. Defeitos na infraestrutura de coleta e transporte de esgoto para as usinas de tratamento de águas residuais também causam problemas. O despejo de efluentes industriais e pesticidas da agricultura resultou no agravamento da poluição.
Apesar de a concentração do número de indústrias contribuir para os problemas de poluição da água na RMSP, esses problemas são também uma consequência direta da urbanização sem a infraestrutura adequada. Durante muitos anos dentro da bacia hidrográfica do Alto Tietê, houve uma total falta de investimentos nos sistemas de coleta, transporte e tratamento de esgoto. Os investimentos na expansão da rede de coleta e tratamento foram iniciados no Alto Tietê na década de 1970 e aumentaram consideravelmente na década de 1990. Contudo, a partir de 2005, nos municípios dentro da bacia do Alto Tietê, apenas 65% do esgoto são coletados e, desse total, apenas 32% são tratados. A Sabesp opera 8 usinas de tratamento de esgoto na RMSP, tratando mais de 2 bilhões m3 de água, o que representa 72% das águas residuais tratadas em todo o Estado de São Paulo. Contudo, em Guarulhos, município com a segunda maior população da RMSP, não existe tratamento de águas residuais. No geral, apenas 47% das águas residuais coletadas na área metropolitana estão sendo tratados. Além disso, apesar de a RMSP ter níveis razoáveis de coleta e descarte de resíduos sólidos domésticos, o montante não coletado ou descartado inadequadamente (700 toneladas métricas de lixo) ainda é significativo em termos absolutos, uma vez que esse montante é normalmente descartado nos fluxos de água da região.

### Enchentes
A densificação e a verticalização do assentamento urbano têm resultado no aumento da impermeabilidade dos solos. Especificamente, a urbanização tem causado a impermeabilidade de 37% da terra dentro da bacia hidrográfica do Alto Tietê. O resultado tem sido que as áreas urbanas são tanto as causas do aumento das enchentes quanto suas principais vítimas. Desde 1998, um Plano de Macrodrenagem para a bacia do Alto Tietê está sendo preparado para diagnosticar problemas existentes e previstos e para criar soluções de um ponto de vista técnico, econômico e ambiental. Contudo, o problema é um planejamento de uso da terra, que é de responsabilidade dos municípios, apesar de afetar a política de recursos hídricos, que é de responsabilidade do estado.

## Perspectivas para enfrentar os desafios
Têm havido muitos esforços conjuntos por parte das autoridades brasileiras, geralmente com o apoio de instituições multilaterais de crédito, para enfrentar os desafios de pobreza e água na RMSP.

### Princípios básicos e ferramentas
A Lei Estadual no 7.663 de 1991 criou um novo sistema de gestão dos recursos hídricos, com base em três princípios: descentralização, integração e participação. A descentralização foi implementada por meio da criação de 22 unidades de gestão de bacias hidrográficas (Unidades de Gerenciamento de Recursos Hídricos – UGRHIs). Essas unidades são dirigidas por comissões com a participação do governo estadual, municípios e sociedade civil. As comissões das bacias são os órgãos deliberativos onde negociações ocorrem e decisões são tomadas. As instituições das bacias hidrográficas são a parte executiva das comissões, que prestam apoio técnico e implementam suas decisões. As comissões devem iniciar um novo enfoque em termos de planejamento e gestão, com os seguintes pontos principais: (i) licenciamento do uso de recursos hídricos; (ii) cobrança pelo uso da água; e (iii) divisão dos custos de intervenções de usos múltiplos que trazem benefícios coletivos.
O primeiro plano-mestre de recursos hídricos do Alto Tietê foi desenvolvido pela Universidade de São Paulo e aprovado em 2003. O primeiro plano-mestre: (i) esclarece as principais questões das bacias hidrográficas; (ii) avalia os usos, a disponibilidade, os impactos e a sustentabilidade da água; (iii) delineia um plano de ação; (iv) decide as prioridades de investimentos; e (v) oferece uma oportunidade para discussão e solução de problemas comuns. O primeiro plano-mestre de recursos hídricos focou a questão da expansão urbana. O segundo plano, aprovado em 2009, trata principalmente do crescente conflito sobre água.
A principal questão de geração de conflito, desde o início da reforma da água, gira em torno da definição de preços. Os diferentes grupos interessados têm opiniões divergentes sobre a extensão da descentralização. A questão norteadora do debate é o destino final das receitas cobradas do fornecimento de água em grande volume (uma vez implementadas), com a argumentação de mais centralização no nível de estado, enquanto outros dizem que as comissões e as instituições das bacias devem ser financeiramente autossuficientes e que os fundos devem voltar para elas. As receitas previstas provenientes da cobrança da água constituirão de 10% a 15% dos investimentos necessários; sendo assim, as comissões têm muito pouca influência devido à sua limitação financeira. Além disso, os grandes atores, tais como os principais prestadores de serviços e as indústrias poderosas, têm muito pouco incentivo para trazer à mesa. As dificuldades na implementação desse sistema de definição de preços têm atrasado o avanço de todo o sistema de gestão da água.

### Melhoria da eficiência no uso da água
A Sabesp implementou um programa de 10 anos (2008-2018) para controlar e reduzir a quantidade de água que não gera receita, aprimorando a infraestrutura, combatendo a fraude e as ligações clandestinas e melhorando o treinamento de pessoal. Desde então, não houve esforço comparável para reduzir a quantidade de água que não gera receita nos municípios que recebem água da Sabesp e que a distribuem por sua conta, onde os níveis desse tipo de água são maiores do que nos municípios onde a Sabesp distribui água.
A REAGUA é um projeto proposto financiado em conjunto pelo Banco Mundial e pelo Estado de São Paulo para recuperar o volume e a qualidade da água nas cinco bacias hidrográficas mais críticas no Estado, incluindo o Alto Tietê. Esse projeto focará as atividades que aumentam a disponibilidade de água dentro do Estado, incluindo a redução de água que não gera receita, promovendo o uso racional da água, construindo sistemas de saneamento e incentivando a reutilização de águas servidas tratadas.
A reutilização de águas servidas tratadas é ainda um conceito novo no Brasil, devido à ausência de um contexto jurídico apropriado. Apenas 2% das empresas reutilizam águas servidas tratadas, apesar do fato de custar apenas 8% da taxa convencional (embora os custos de transporte possam ser consideravelmente maiores da usina de tratamento de águas servidas para a empresa). Em 1997, a Associação Brasileira de Normas Técnicas (ABNT) definiu instruções e parâmetros (NBR 13.969) para a reutilização de águas servidas, incluindo o nível de tratamento exigido, com base nas atividades de reutilização. A Resolução Federal No 54/2005 do Conselho Nacional de Recursos Hídricos determina que as águas servidas tratadas diretamente e não potáveis podem ser usadas na irrigação de paisagens, lavagem de vias públicas, combate a incêndios, produção agrícola, atividades industriais e projetos ambientais.  Atualmente, uma solução preliminar está em estudo nas Secretarias da Saúde, Meio Ambiente e Energia, Recursos Hídricos e Saneamento do Estado de São Paulo sobre a reutilização de águas servidas urbanas; contudo, no momento, o Estado não tem um contexto jurídico sobre essa questão. Todavia, o Município de São Paulo, dentro da RMSP, emitiu suas próprias regulamentações sobre o uso de água reutilizada para a lavagem de ruas, calçadas e praças e para a irrigação de parques, jardins e campos esportivos. Existe também um certo interesse das indústrias locais em comprar águas residuais tratadas da SABESP para uso nos processos de produção. Apenas 50% das águas residuais tratadas da SABESP estão sendo usadas comercialmente.

### Melhoria do uso da terra
Os governos municipais são responsáveis pelo planejamento do uso da terra, incluindo a elaboração de planos-mestre urbanos e o controle do zoneamento e desenvolvimento da terra. Contudo, o Estado (via Sabesp) desempenha o principal papel no abastecimento de água e na coleta e tratamento de águas residuais dentro da RMSP. Para confrontar os desafios no uso da terra apresentados pela crescente migração da população de baixa renda para as margens da cidade, incluindo os reservatórios, e a consequente deterioração das áreas de proteção ambiental ao redor das bacias hidrográficas, os governos estadual e municipal precisam de uma abordagem coordenada vertical e horizontal para construir um novo modelo de governança metropolitana.
Desde 1986, o governo municipal de São Paulo tem realizado intervenções de melhoria em 81 favelas, beneficiando mais de 87.000 famílias e atualmente está empenhado em obras de melhoria das favelas em mais de 27 comunidades que beneficiarão cerca de 72.000 famílias. O município de São Bernardo do Campo também tem uma ampla experiência em reabilitação de favelas, tendo realizado obras sociais e intervenções associadas em 62 favelas, beneficiando cerca de 18.000 famílias. A sua experiência na melhoria das favelas resultou no recebimento de um Prêmio do Programa de Liderança Local e Melhor Prática, concedido pelas Nações Unidas-Habitat
Para o município de São Paulo, em 2014 foi aprovado o Plano Diretor Estratégico, que foca na racionalização do uso da terra urbana aliado à proteção e qualificação do meio ambiente. Suas diretrizes principais versam por um favorecimento de um modelo cidade concentrado, incentivando a densidade demográfica e construtiva, evitando a expansão urbana para as áreas do território que ainda conservam recursos naturais. As diversas medidas urbanísticas previstas incluem desde a instituição de uma política de habitação de interesse social com ênfase em aquisição de terrenos melhor localizados, através de fundo próprio, ao fomento à expansão de parques urbanos, a instituição da Quota Ambiental, o incentivo monetário para prestação de serviços ambientais, entre outras medidas que contribuem para a superação dos problemas relativos à água. A lei recebeu prêmio da Organização das Nações Unidas.

### Proteção das bacias hidrográficas
Para tratar da redução da produção de água e da deterioração da qualidade da água no Sistema Cantareira na Mata Atlântica do Brasil, a Preservação da Natureza apoia o primeiro Programa Produtor de Água do Brasil. Como parte do programa, o município de Extrema na bacia hidrográfica de Piracicaba direciona os fundos coletados dos usuários de água para pagar os agricultores e proprietários de fazendas de gado que protegem ou recuperam florestas ribeirinhas em suas terras. Os proprietários de terra estão ganhando cerca de US$ 28 por acre (0,4 hectare) por ano pela água que suas florestas estão produzindo.

### Poluição
A RMSP tem sido o foco de diversos projetos de controle da poluição cofinanciados pelas autoridades locais e participantes externos. Esses projetos têm tentado proporcionar uma abordagem integrada para resolver os problemas de poluição na região, focando as questões de uso da terra, principalmente na prestação de serviços de abastecimento de água e saneamento nas favelas. Onde possível, esses serviços são levados às pessoas de baixa renda, mas na maioria das vezes esses assentamentos ilegais estão em áreas bastante precárias em termos de infraestrutura adequada, sendo necessário um reassentamento.
Projetos concluídos:
Projeto de Controle da Poluição e Qualidade da Água de São Paulo (1994-2000) – Um projeto de US$ 387 milhões cofinanciado pelo Estado e pelo Banco Mundial, que iniciou a aprendizagem da bacia hidrográfica de Guarapiranga, implementou a capacidade institucional de gerir a bacia de uma maneira ambientalmente sustentável e melhorou a qualidade de vida dos moradores das favelas e dos assentamentos ilegais na bacia, fornecendo serviços de abastecimento de água e saneamento. Entre as realizações do projeto Guarapiranga (além de outros programas semelhantes), estavam as atividades de melhoria das favelas, realizadas em 52 favelas. O projeto contribuiu para o aumento da conscientização das comunidades nas áreas de intervenção, conforme refletido no nível avançado de respeito por áreas públicas, equipamentos e comodidades, na melhoria das moradias com dinheiro dos próprios moradores e no aprimoramento geral pós-programa nos valores de propriedade. Todavia, os problemas de poluição abordados no artigo anterior referentes à bacia hidrográfica de Guarapiranga não diminuíram absolutamente. A qualidade da água do reservatório e de seus rios, córregos e outros afluentes está diminuindo a cada ano, considerando-se que apenas a metade das moradias dispõe de algum tipo de sistema de coleta de resíduos sólidos e que a maioria desses resíduos coletados continua a ser descartada no reservatório, já que muitas famílias pobres ainda não têm um sistema formal de coleta e descarte de águas servidas.
Descontaminação do Rio Tietê (1999-2008) – Um projeto da SABESP de US$ 1,5 bilhão, financiado pelo Banco Interamericano de Desenvolvimento e BNDES para expandir o sistema de coleta e tratamento de águas servidas na RMSP, com um foco na infraestrutura tronco e nas obras de tratamento do sistema de águas servidas, além da expansão de serviços nas áreas formais da cidade.
Projetos em andamento:
Programa Córrego Limpo (iniciado em 2007) – Um programa de R$ 200 milhões, da SABESP/Município de São Paulo, para eliminar a poluição das águas residuais de 42 fluxos urbanos em toda a RMSP.
Estudo sobre Plano Integrado de Melhoria Ambiental da Represa Billings (iniciado em 2008) – Uma iniciativa financiada pela Agência de Cooperação Internacional do Japão (JICA), juntamente com a SABESP e o governo municipal de São Bernardo do Campo, para estudar a expansão da infraestrutura de saneamento em todo o município. A JICA declarou sua intenção de investir até U$ 100 milhões nas ações identificadas pelo estudo para redução da poluição da Represa Billings, incluindo a expansão da infraestrutura de bacias hidrográficas, a recuperação de um aterro sanitário desativado e a expansão de parques e áreas verdes.
Gestão Integrada de Recursos Hídricos na Região Metropolitana de São Paulo (ainda não iniciado) - Um projeto de US$ 283 milhões cofinanciado pelo Estado e Banco Mundial cujos objetivos são: (i) proteger e manter a qualidade e a confiabilidade dos recursos hídricos da RMSP; (ii) melhorar a qualidade de vida das populações pobres que residem nas principais bacias fluviais urbanas focadas na RMSP; e (iii) fortalecer a capacidade institucional e melhorar o gerenciamento e a coordenação metropolitana na gestão de recursos hídricos, controle da poluição da água, política de uso da terra e prestação de serviços básicos.

### Plano da Macrometrópole
Um dos planos de longo prazo de fornecimento de um maior volume de água para a área metropolitana de São Paulo é o Plano da Macrometrópole, que abrange três regiões metropolitanas: a Região Metropolitana de São Paulo; a região metropolitana do meio de Campinas com 3,6 milhões de habitantes (est. 2005) e 49 cidades; e a região metropolitana costeira ao sul de São Paulo. No geral, essa macrometrópole inclui 152 municípios, com 30 milhões de habitantes. Essa experiência planeja abastecer essa região com a adição de 80m3/s de fornecimento de água para a área.

### Financiamento
Programa de Aceleração de Crescimento - PAC. Investimentos em abastecimento de água e saneamento, melhoria de favelas e moradias urbanas e habitação. Os fundos do PAC estão sendo fornecidos pelo estado e governos municipais sob a forma de empréstimos e subsídios. Na RMSP, solicitações conjuntas para recursos do PAC têm sido feitas ao Governo Federal pela Secretaria de Estado de Energia, Recursos Hídricos e Saneamento, Governo Municipal de São Paulo e Companhia de Desenvolvimento Habitacional e Urbano do Estado de São Paulo (CDHU), com ênfase na melhoria de favelas e moradias urbanas, expansão de sistemas de coleta de resíduos sólidos e reassentamento de famílias.
Cobrança da abstração de água. Espera-se que no início de 2010 sejam iniciadas as cobranças da abstração de água no Alto Tietê. As receitas dessas cobranças devem ser usadas para financiar investimentos prioritários na reabilitação das bacias hidrográficas. As receitas dessas cobranças devem ser da ordem de US$ 25 milhões, apenas uma fração dos investimentos anuais da Sabesp, que serão de US$ 700 milhões.